# Subtropisch klimaat

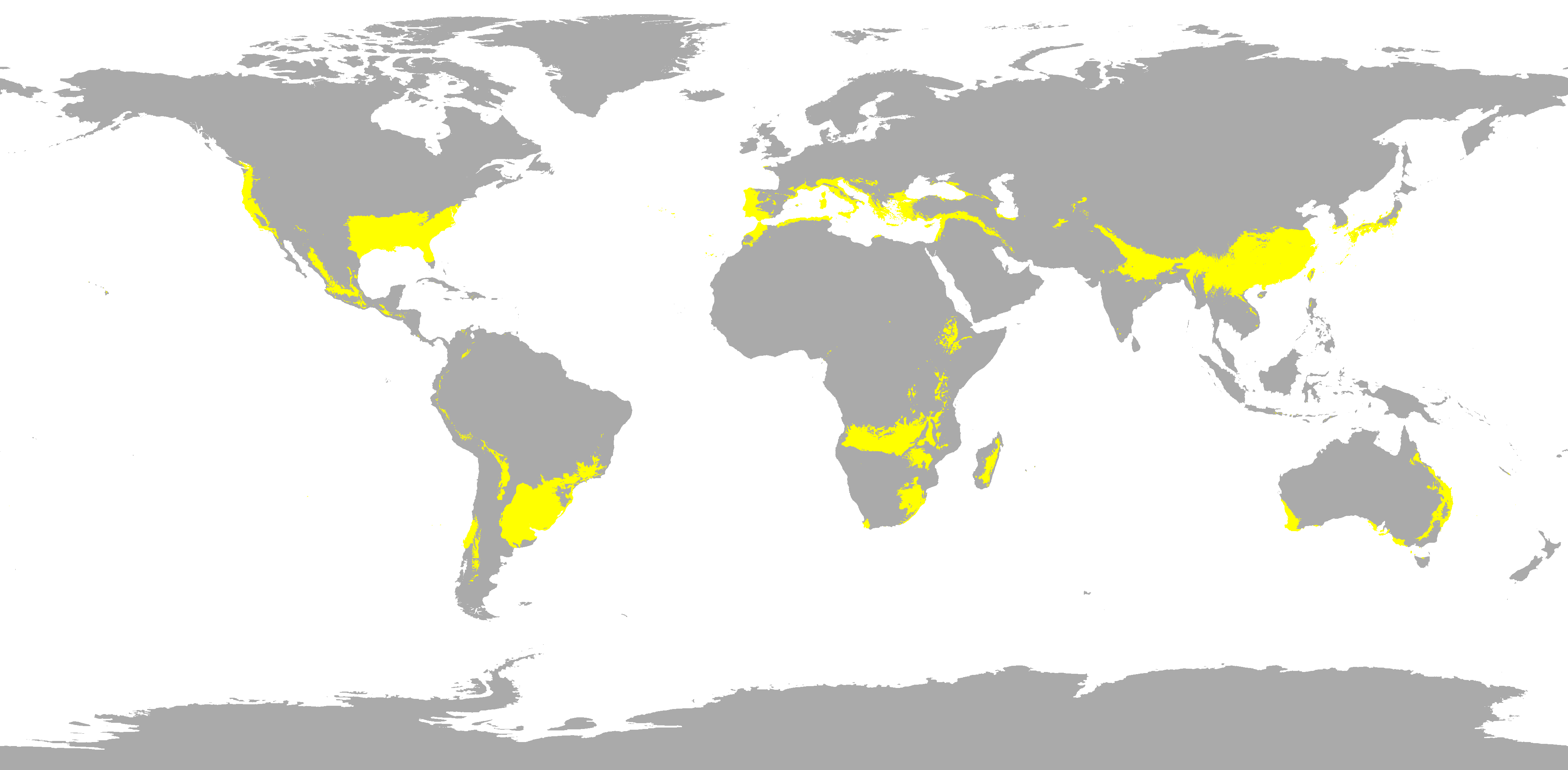
De subtropen op de wereldkaart

Het subtropisch klimaat (ook wel semi-tropisch genoemd) is het klimaat dat direct ten noorden en ten zuiden van de tropische klimaatzone ligt. Deze gebieden worden de subtropen genoemd. De subtropen liggen ongeveer tussen 23.5 en 40° noorderbreedte en 23.5 - 40° zuiderbreedte. Subtropische gebieden hebben een typische tropische zomer, maar een niet-tropische winter. 
Men kan de subtropen verder onderverdelen in droge, winternatte, zomernatte en altijdnatte subtropen.

## Classificaties
Het subtropisch klimaat komt meestal niet meer voor als een apart klimaat in de modernere klimaatclassificaties en kan dus beschouwd worden als een traditionele klimaatzone. 
In de meest gebruikte classificatie; die van Köppen wordt de term al helemaal niet meer gebruikt en zijn de hier gekarakteriseerde subtropische klimaten een onderdeel van het gematigde klimaat. De gemiddelde temperatuur van de warmste maand ligt boven 22 °C, terwijl de gemiddelde temperatuur in de koudste maand tussen -3 °C en 18 °C ligt. Er zijn natte zomers en droge winters of andersom. Dit gaat op voor het warme mediterraan klimaat (Csa-klimaat), het warme chinaklimaat (Cwa-klimaat) en het warme zeeklimaat (Cfa-klimaat).
De klimatoloog John F. Griffiths gebruikt echter de definitie dat locaties met een gemiddelde temperatuur in de koudste maand tussen 6 °C en 18 °C subtropisch zijn. Glenn Trewartha hanteert de definitie dat een klimaat subtropisch is als er acht of meer maanden van het jaar een gemiddelde temperatuur heerst van ten minste 10 °C, terwijl ten minste één maand een lagere temperatuur heeft dan 18 °C.
De exacte omstandigheden zijn binnen de subtropische klimaatzones zeer variabel. Het is een van de grootste klimaatzones op aarde. Zo kan de hoeveelheid neerslag variëren van zeer vochtig tot uitzonderlijk droog. Een aantal van de grote woestijnen op aarde liggen in de subtropische zone. Zomers kunnen heet zijn, of gewoon warm. Sommige subtropische gebieden worden geplaagd door cyclonen, die in de tropen in de zomer en herfst ontstaan waar er dan veel regen is.